# Dumki Upazila
Dumki Upazila är ett underdistrikt i Bangladesh. Det ligger i den södra delen av landet, 140 km söder om huvudstaden Dhaka.
Trakten runt Dumki Upazila består till största delen av jordbruksmark. Runt Dumki Upazila är det mycket tätbefolkat, med 1 018 invånare per kvadratkilometer.